# Exército Revolucionário Zomi

Bandeira da organização.

O Exército Revolucionário Zomi (birmanês:  ဇိုမီး တော်လှန်ရေး တပ်မတော်; em inglês:  Zomi Revolutionary Army, abreviado como ZRA) é um grupo insurgente nacionalista zomi formado em 1997, após um aumento nas tensões étnicas entre o povo kuki (ou seja, os Thadou) e a tribo paites no distrito de Churachandpur, Manipur, Índia. Sua organização principal, a Organização Revolucionária Zomi, foi fundada em abril de 1993.
O objetivo proclamado do grupo é "proteger os interesses dos grupos étnicos Zo" e "unir os povos zomi sob um estado, Zogam", que se sobrepõe às fronteiras oficiais dos estados da Índia (Manipur e Mizoram), Mianmar (estado de Chin) e Bangladesh (Chittagong Hill Tracts).